# Osëtr
Lo Osëtr (in russo Осётр?) è un fiume della Russia europea centrale (oblast' di Mosca, di Tula e Rjazan'), affluente di destra della Oka (bacino idrografico del Volga).

## Descrizione
Ha origine sul Rialto centrale russo e scorre in una pittoresca vallata dapprima in direzione latitudinale lungo una zona collinare e priva di alberi, dopo il villaggio di Serebrjanye Prudy svolta a nord.
Sfocia nell'Oka a monte di Kolomna, di fronte al villaggio di Akatevo. Il fiume non è navigabile. Sul fiume si trovano la città di Zarajsk e il suddetto Serebrjanye Prudy. Il fiume è attraversato dalla strada M4 e da un ponte ferroviario vicino al villaggio di Chruslovka.
Gela da novembre a fine marzo.

## Ittiofauna
Il fiume è popolato da carpe, cavedani, abramidi, tinche, gobioni,  ide, rutili, aspii, blicche, lucioperche, lucci, persici, acerine e alburni.